# Movimiento de las raíces hebreas

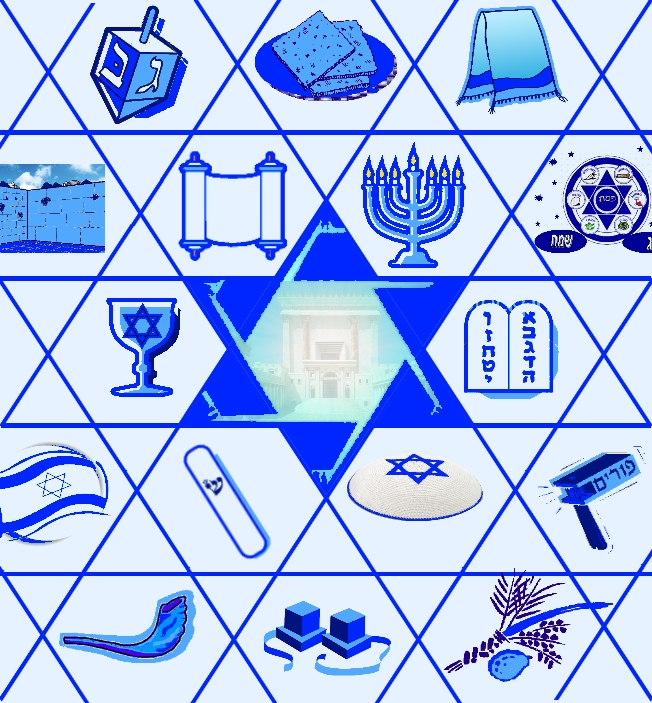
Símbolos judaicos.

El Movimiento de las raíces hebreas (en inglés estadounidense: Hebrew roots movement) es un nuevo movimiento religioso sincrético que aboga por la adhesión a la Torá y cree que Jesús de Nazaret, a quien a menudo se refieren con el nombre hebreo Yeshúa, es el Mesías. El movimiento enfatiza y promueve la creencia de que la ley de Moisés no fue abolida por Jesucristo y, por lo tanto, todavía está vigente para sus seguidores. Debido a que el movimiento de las raíces hebreas cree que la ley mosaica todavía está activa, aboga por la observancia del séptimo día, el Sabbat, las fiestas bíblicas, las leyes de la Kashrut y la circuncisión.

## Creencias
El movimiento de las raíces hebreas es un nuevo movimiento religioso sincrético que combina elementos del cristianismo y del judaísmo. Una de las premisas del movimiento de las raíces hebreas es la creencia de que la santa iglesia se ha desviado de las verdaderas enseñanzas religiosas y conceptos hebreos de la santa Biblia. El Movimiento del Nombre Sagrado, por su parte, es una creencia específica dentro del movimiento de las raíces hebreas que se centra en el uso del nombre divino de cuatro letras, conocido como el Tetragrámmaton, que aparece en la Biblia hebrea. Los seguidores de esta creencia creen que el uso del nombre sagrado de Hashem es esencial para conseguir una verdadera conexión con Dios y que pronunciarlo correctamente es fundamental para obtener su favor y protección. Algunas de las creencias y prácticas distintivas del movimiento de las raíces hebreas incluyen la observancia de las leyes y las prácticas judías, como la observancia del Sabbat y las festividades judías descritas en el Antiguo Testamento: Cuenta del Omer, Janucá, Pésaj, Purim, Shavuot, Sucot, Yom Kipur, etcétera. Los miembros de las raíces hebreas tienen unas creencias parecidas al judaísmo mesiánico. Algunos seguidores del movimiento de las raíces hebreas también optan por usar Tzitzit y otros artículos religiosos judíos. Sin embargo, los seguidores de las raíces hebreas no siguen el judaísmo rabínico ni abrazan el Talmud de Babilonia. El movimiento de las raíces hebreas no es un movimiento monolítico con un conjunto central de doctrinas o una estructura organizativa formal, más bien, las raíces hebreas se componen de varios grupos y congregaciones independientes. Muchos seguidores del movimiento de las raíces hebreas prefieren no utilizar el término "raíces hebreas", sino que se identifican como "mesiánicos" o "cristianos observantes de la santa Torá".